# Кршапка, Антонин
Антонин Кршапка (чеш. Antonín Křapka; 22 января 1994) — чешский футболист, защитник клуба «Богемианс 1905».

## Биография

### Клубная карьера
Воспитанник чешского клуба «Млада-Болеслав», за основной состав которого дебютировал 25 апреля 2015 года в матче чемпионата Чехии против «Виктории Пльзень». Зимой 2016 года был отдан в аренду в клуб ФНЛ «Усти-над-Лабем». Летом того же года был отдан в аренду на полгода в клуб из Высшей лиги «Богемианс 1905», однако сыграл за него лишь 1 матч в чемпионате. 31 января 2017 года вновь был отдан в аренду в клуб ФНЛ «Пардубице». 8 сентября 2017 года аренда была продлена.

### Карьера в сборной
В 2016 году сыграл 2 матча за молодёжную сборную Чехии.